# Denzil Douglas
Denzil Llewellyn Douglas (* 14. ledna 1953) je politik Svatého Kryštofa a Nevisu, který v letech 1995 až 2015 zastával funkci předsedy vlády. Jako předseda Saint Kitts and Nevis Labour Party byl vůdcem opozice.

## Životopis
Denzil Douglas se narodil 14. ledna 1953 ve vesnici St. Pauls. Studoval medicínu a v roce 1977 získal bakalářský titul Bachelor of Science. V roce 1984 získal na University of the West Indies titul Bachelor of Medicine. Od roku 1986 provozoval soukromou lékařskou praxi praktického a rodinného lékaře a byl předsedou Lékařské společnosti Svatého Kryštofa a Nevisu.
V roce 1989 byl zvolen do Národního shromáždění Svatého Kryštofa a Nevisu, kde se stal vůdcem opozice. Ve stejném roce byl po vnitrostranickém sporu mezi ním a tehdejším předsedou Lee L. Moorem zvolen předsedou Saint Kitts and Nevis Labour Party. Tento vnitřní rozpor nastal poté, co Moore ztratil své poslanecké křeslo. Jako předseda Douglas stranu restrukturalizoval v rámci příprav na volby v roce 1995. V nich jeho strana zvítězila a on byl jmenován předsedou vlády.
V roce 2014 vydala organizace Financial Crimes Enforcement Network doporučení, ve kterém upozorňovala finanční instituce, že někteří cizinci zneužívají program Citizenship-by-Investment program sponzorovaný Federací Svatého Kryštofa a Nevisu, který spravovala vláda Denzila Douglase. Tito cizinci tak získávali pasy Svatého Kryštofa a Nevisu za účelem páchání trestné finanční činnosti. V důsledku laxních kontrol tak tito lidé mohli relativně snadno získat pas této země. Důsledkem celé záležitosti bylo, že USA zrušily Douglasovi diplomatické vízum.
Po prohře v parlamentních volbách v roce 2015 se Douglas opět stal vůdcem opozice.

## Vyznamenání
- speciální stuha Řádu příznivých oblaků – Tchaj-wan, 2011[7]